# Epoch
Epoch株式会社（Epoch Co., Ltd.）是日本玩具与电脑游戏公司，1958年建立，以生产条码战记和哆啦A梦电子游戏而知名。目前董事长为前田道裕。

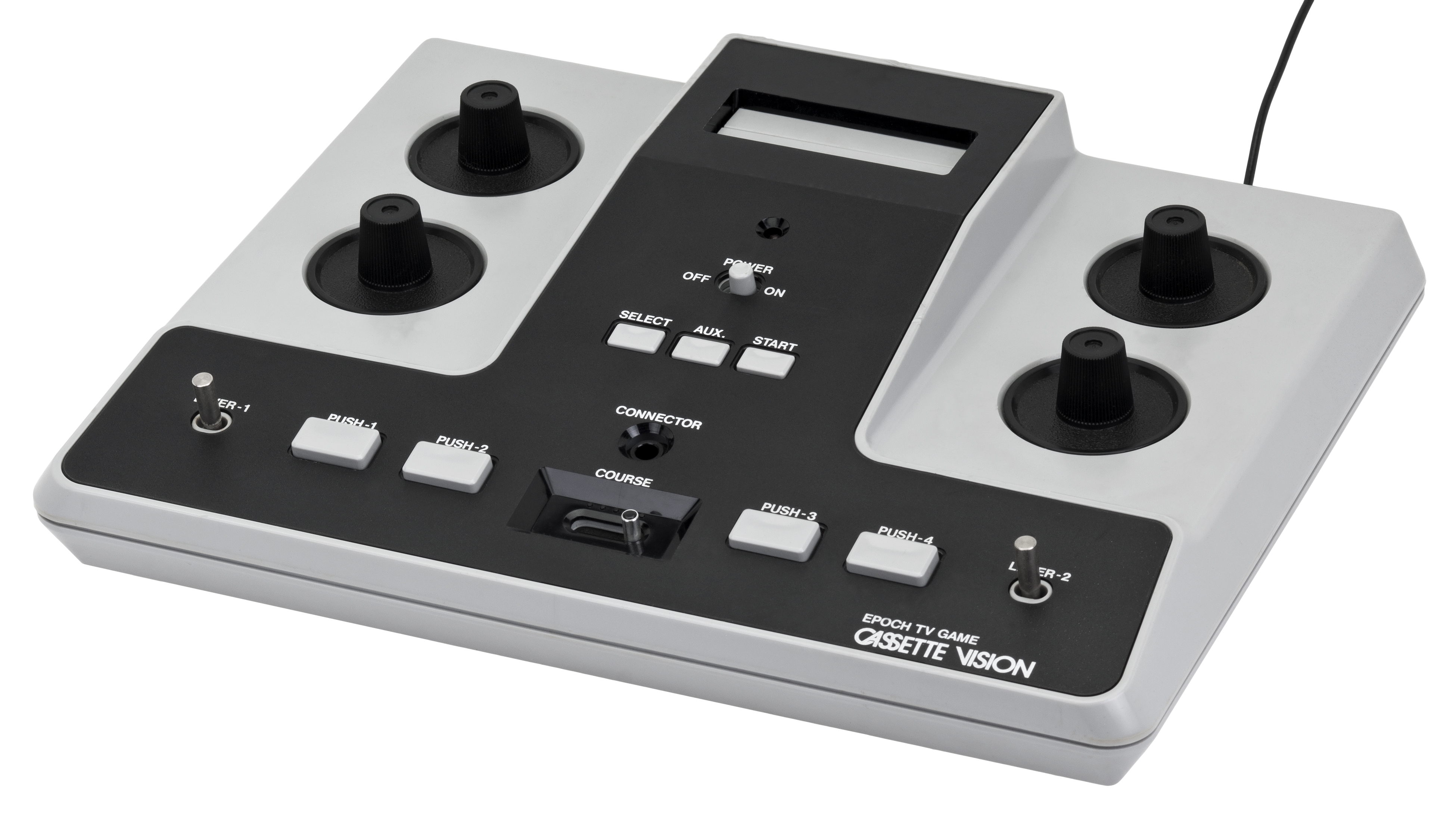
电子游戏机Epoch Cassette Vision

公司还制作了日本最早成功的编程游戏机系统——1981年的Epoch Cassette Vision以及森贝儿家族系列玩具。